# فاديم كراسنوسيلسكي
فاديم نيكولايفتش كراسنوسيلسكي (بالروسية: Вади́м Никола́евич Красносе́льский)‏؛ (ولد في 14 أبريل 1970) هو سياسي من ترانسنيستريا وهو الرئيس الثالث والحالي لترانسنيستريا. كان سابقًا عضوًا في برلمان ترانسنيستريا من الدائرة السابعة، والمتحدث السادس باسم البرلمان (2015-2016) ووزير الداخلية السابع.

## سيرة شخصية
ولد كراسنوسيلسكي في منطقة زبيكالسكي من جمهورية روسيا الاتحادية الاشتراكية السوفيتية. في عام 1978 تم نقل والده إلى قاعدة عسكرية في بيندر في جمهورية مولدوفا الاشتراكية السوفيتية. في عام 1987، بدأ كراسنوسيلسكي الدراسة في أوديسا، لكنه غادر خلال عامه الأول للانضمام إلى المدرسة العليا لهندسة الطيران العسكري في خاركيف، وتخرج منها في عام 1993. وانضم بعد ذلك إلى قوات الأمن العابرة للحدود، وأصبح فيما بعد مسؤولًا رفيع المستوى في وزارة الداخلية. حصل فاديم على شهادته في القانون من جامعة بريدنيستروفيا الحكومية في عام 2002. في عام 2007 أصبح كراسنوسيلسكي وزيرا للداخلية، وعمل حتى عام 2012 عندما بدأ العمل في مجال الأعمال. تم انتخابه رئيسًا لبرلمان ترانسنيستريا في انتخابات 2015.

## الرئاسة

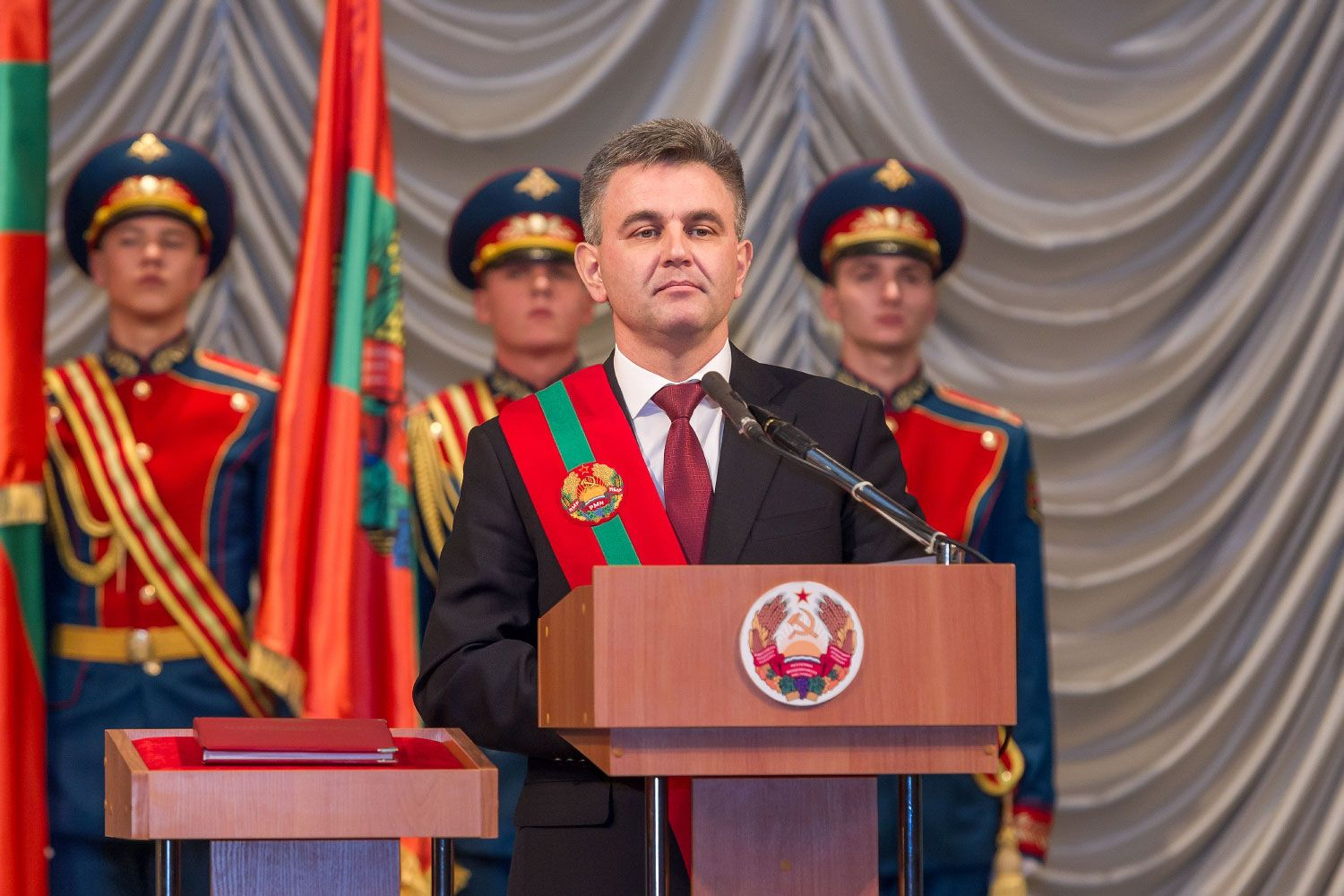
كراسنوسيلسكي خلال حفل تنصيبه عام 2017.

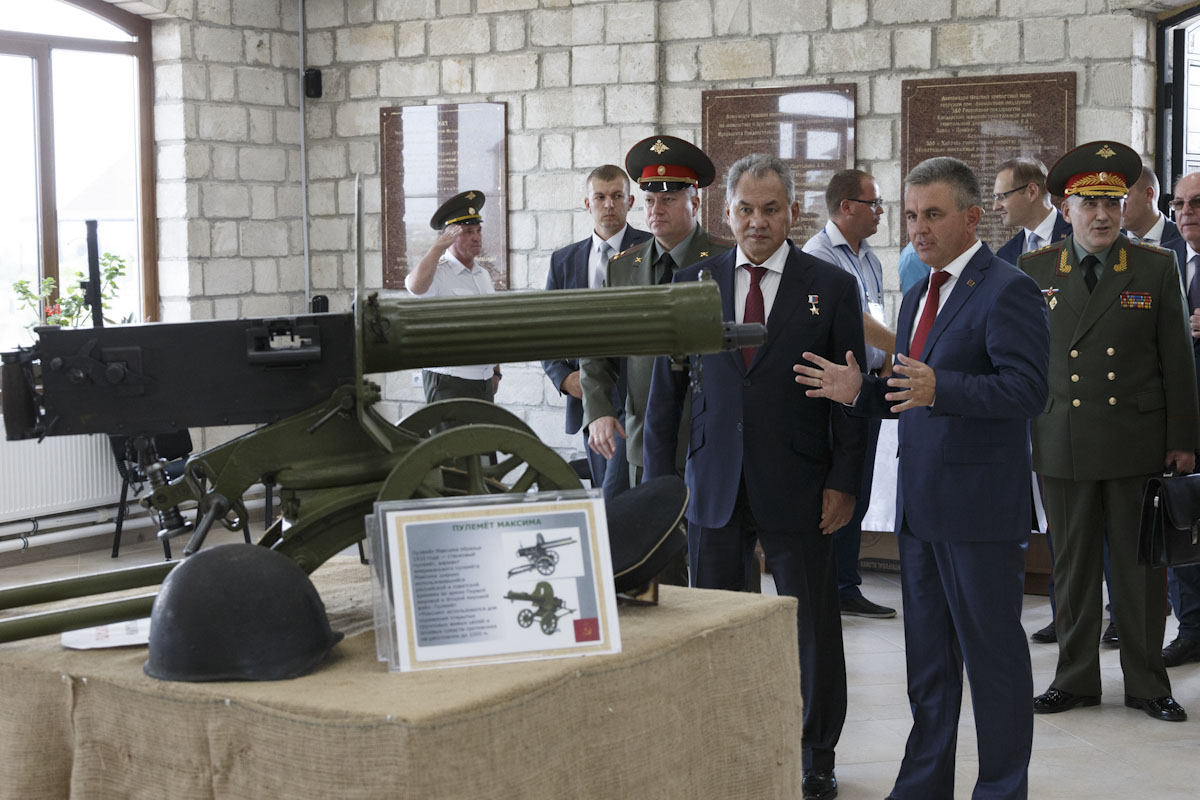
مع سيرغي شويغو.

بدعم من تكتل شريف، هزم الرئيس الحالي يفغيني شيفتشوك في الانتخابات الرئاسية لعام 2016، وحصل على 62 ٪ من الأصوات. في 4 يناير 2017، استقبل الرئيس المولدوفي المنتخب حديثًا إيغور دودون في بيندر، الذي كان ثاني زعيم من مولدوفا يزور جمهورية بريدنيستروفيا المولدافية منذ سنوات. في سبتمبر 2018، كانت أول زيارة خارجية دولية له إلى سوخومي للاحتفال بعيد استقلال أبخازيا. في يناير 2019، حضر افتتاح مكاتب تمثيل ترانسنيستريا في موسكو، ليحل محل مركز التعاون "Pridnestrovie". في 29 مايو، أعلن عن إقامة دعوى قضائية دولية ضد مولدوفا يطلب فيها جمهورية بريدنيستروفيا المولدافية تعويضًا عن «العدوان على شعب ترانسنيستريا». في أغسطس، حضر حفلًا في قاعدة المجموعة العملياتية للقوات الروسية مع وزير الدفاع الروسي سيرغي شويغو للاحتفال بالذكرى السنوية الخامسة والسبعين لتحرير مولدوفا في هجوم جاسي - كيشينيف. في أواخر أكتوبر، التقى بالرئيس دودون في مقر إقامته الرئاسي في هولركاني قبيل مؤتمر بافاريا المقرر عقده في الفترة من 4 إلى 5 نوفمبر 2020.

## الأسرة
زوجته، سفيتلانا كراسنوسيلسكايا، عالم لغة، وهي أيضًا مدرس لغة روسية. لديه ابن واحد، إيفان، وابنتان، جينيفيف وصوفيا.